# İstanbul Cup 2005
İstanbul Cup 2005 — жіночий тенісний турнір, що проходив на відкритих кортах з ґрунтовим покриттям у Стамбулі (Туреччина). Це був перший за ліком Istanbul Cup. Належав до турнірів 3-ї категорії в рамках Туру WTA 2005. Тривав з 16 до 21 травня 2005 року.

## Очки і призові

### Нарахування очок
| Дисципліна       | П   | Ф   | ПФ | ЧФ | 1/8 | 1/16 | Q3   | Q2   | Q1  |
| Одиночний розряд | 120 | 185 | 55 | 30 | 26  | 1    | 3.75 | 2.25 | 1   |
| Парний розряд    | 120 | 185 | 55 | 30 | 1   | Н/Д  | Н/Д  | Н/Д  | Н/Д |

### Призові гроші
| Дисципліна       | П       | Ф       | ПФ     | ЧФ     | 1/8    | 1/16   | Q3   | Q2   | Q1   |
| Одиночний розряд | $30,500 | $16,450 | $8,840 | $4,745 | $2,550 | $1,370 | $735 | $395 | $215 |
| Парний розряд *  | $9,150  | $4,900  | $2,625 | $1,410 | $760   | Н/Д    | Н/Д  | Н/Д  | Н/Д  |

* на пару

## Учасниці основної сітки в одиночному розряді

### Сіяні учасниці
| Країна    | Гравчиня             | Рейтинг | Сіяна |
| --------- | -------------------- | ------- | ----- |
| США       | Вінус Вільямс        | 14      | 1     |
| Чехія     | Ніколь Вайдішова     | 39      | 2     |
| Ізраїль   | Анна Смашнова        | 41      | 3     |
| США       | Ліза Реймонд         | 44      | 4     |
| Німеччина | Анна-Лена Гренефельд | 51      | 5     |
| США       | Меган Шонессі        | 54      | 6     |
| Росія     | Анна Чакветадзе      | 61      | 7     |
| США       | Машона Вашінгтон     | 67      | 8     |

### Інші учасниці
Нижче наведено учасниць, які отримали вайлдкард на участь в основній сітці:
- Чагла Бююкакчай
- Пемра Озген

Нижче наведено гравчинь, які пробились в основну сітку через стадію кваліфікації:
- Івана Абрамович
- Цветана Піронкова
- Ліна Станчюте
- Олена Весніна

Такі тенісистки потрапили в основну сітку як Щасливі лузери:
- Бондаренко Катерина Володимирівна

## Учасниці основної сітки в парному розряді

### Сіяні пари
| Країна    | Гравчиня           | Країна    | Гравчиня                 | Рейтинг | Сіяна |
| --------- | ------------------ | --------- | ------------------------ | ------- | ----- |
| США       | Ліза Реймонд       | Австралія | Ренне Стаббс             | 14      | 1     |
| США       | Джилл Крейбас      | США       | Дженніфер Расселл        | 115     | 2     |
| Швейцарія | Еммануель Гальярді | Туреччина | Іпек Шенолу              | 125     | 3     |
| Іспанія   | Марта Марреро      | Італія    | Антонелла Серра-Дзанетті | 154     | 4     |

### Інші учасниці
Нижче наведено пари, які отримали вайлдкард на участь в основній сітці:
- Анна Чакветадзе /  Пемра Озген

## Переможниці та фіналістки

### Одиночний розряд
Вінус Вільямс —  Ніколь Вайдішова, 6–3, 6–2

### Парний розряд
Марта Марреро /  Антонелла Серра-Дзанетті —  Даніела Клеменшиц /  Сандра Клеменшиц, 6–4, 6–0